# Ingrid Parmentier

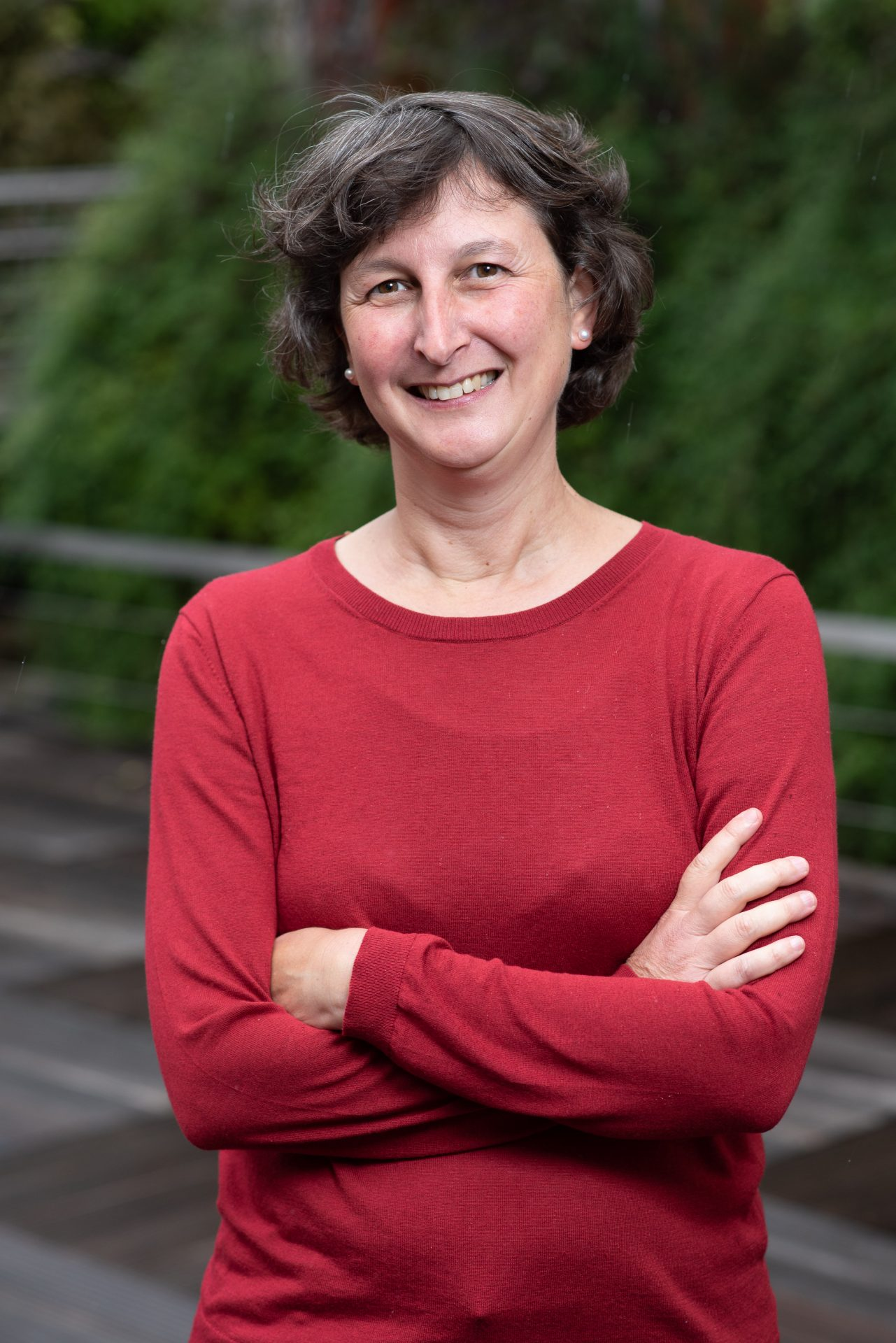
Ingrid Parmentier

Ingrid Parmentier (Etterbeek, 26 september 1974) is een Belgisch politica voor Ecolo.

## Levensloop
Parmentier behaalde het diploma van bio-ingenieur en een doctoraat in de landbouwkunde aan de ULB. Na haar studies werd ze in 1997 wetenschappelijk onderzoeker aan het IGEAT, het Instituut voor Milieubeheer en Ruimtelijke Ordening van de ULB, waar ze tussen 1998 en 2012 tevens assistent was en plantkunde doceerde.
Tevens verrichtte ze van 2005 tot 2006 onderzoekswerk aan het Enviromental Change Institute van de Universiteit van Oxford, om het verband tussen klimaatvariabelen en de diversiteit van bossen in Afrika en het Amazonewoud te bestuderen, en werkte ze van 2007 tot 2008 aan het landbouwinstituut Gembloux Agro-Bio Tech, waar ze zich concentreerde op de vegetatie van de koperhoudende heuvels in Katanga. Als werknemer van het Nationaal Fonds voor Wetenschappelijk Onderzoek bestudeerde ze de mogelijkheid om DNA-barcoding in te zetten voor de identificatie van bomen in de dichte bossen van Afrika. Van 2012 tot 2019 was ze projectleider bij Brussel Mobiliteit, bevoegd voor grote projecten rond de herinrichting van wegen en de openbare ruimte. 
In 2007 sloot Parmentier zich aan bij de partij Ecolo. Ze legde een grote activiteit aan de dag in de lokale afdeling van de partij in Evere, waar ze in 2012 werd verkozen tot gemeenteraadslid. Ze bleef dit mandaat bekleden tot in 2016, toen ze naar Ukkel verhuisde. 
In juli 2019 werd ze lid van het Brussels Hoofdstedelijk Parlement, als opvolger van Brussels minister Alain Maron. Parmentier legde er zich toe op mobiliteit en openbare ruimte, leefmilieu, biodiversiteit en geïntegreerd regenwaterbeheer. Bij de Brusselse gewestverkiezingen van juni 2024 werd ze niet herkozen.